# Wrangell-Petersburg Census Area
Wrangell-Petersburg Census Area is een voormalige census area in de unorganized borough van de Amerikaanse staat Alaska. Het gebied had een landoppervlakte van 15.112 km² en telde 6.684 inwoners in 2000.
In 2008 splitste Wrangell zich af als een eengemaakte city and borough. Het resterende gebied, de Petersburg Census Area, werd in 2013 opgeheven door de vorming van Petersburg Borough, die behalve uit de Petersburg Census Area uit delen van de Hoonah-Angoon Census Area bestaat.